# Сан-Мигел-да-Байша-Гранди
Сан-Мигел-да-Байша-Гранди (порт. São Miguel da Baixa Grande) — муниципалитет в Бразилии, входит в штат Пиауи. Составная часть мезорегиона Северо-центральная часть штата Пиауи. Входит в экономико-статистический микрорегион Валенса-ду-Пиауи. Население составляет 2110 человек на 2010 год. Занимает площадь 445,599 км². Плотность населения — 4,74 чел./км².

## Демография
Согласно сведениям, собранным в ходе переписи 2010 г. Национальным институтом географии и статистики (IBGE), население муниципалитета составляет:
| Полное население                               | Полное население                               | Полное население                               | Полное население                               | 2110  |
| ---------------------------------------------- | ---------------------------------------------- | ---------------------------------------------- | ---------------------------------------------- | ----- |
| в том числе:                                   | Городское население                            | 1358                                           | Процент городского населения, %                | 64,36 |
|                                                | Сельское население                             | 752                                            | Процент сельского населения, %                 | 35,64 |
|                                                | Мужское население                              | 1050                                           | Процент мужского населения, %                  | 49,76 |
|                                                | Женское население                              | 1060                                           | Процент женского населения, %                  | 50,24 |
| Плотность населения, чел/км²                   | Плотность населения, чел/км²                   | Плотность населения, чел/км²                   | Плотность населения, чел/км²                   | 4,74  |
| Население муниципалитета в % к населению штата | Население муниципалитета в % к населению штата | Население муниципалитета в % к населению штата | Население муниципалитета в % к населению штата | 0,07  |

По данным оценки 2016 года, население муниципалитета составляет 2409 жителей.

## Статистика
- Валовой внутренний продукт на 2003 год составляет 2 724 045,00 реалов (данные: Бразильский институт географии и статистики).
- Валовой внутренний продукт на душу населения на 2003 год составляет 1330,10 реалов (данные: Бразильский институт географии и статистики).
- Индекс развития человеческого потенциала на 2000 год составляет 0,574 (данные: Программа развития ООН).